# جوزيف جيفرسون
جوزيف جيفرسون (بالإنجليزية: Joseph Jefferson)‏ هو لاعب كرة قدم أمريكية أمريكي، ولد في 15 فبراير 1980 في روسلفيل في الولايات المتحدة.